# Henri Laverne
Louis Henri Laverne (Parigi, 4 giugno 1868 – Susa, 30 dicembre 1901) è stato un velista francese.
Partecipò ai giochi della II Olimpiade di Parigi nel 1900 a bordo di Amulet, con cui ottenne un quarto posto nella prima gara della classe da una a due tonnellate. Prese parte anche alla seconda gara della stessa categoria e alla gara di classe aperta, ma entrambe non le completò.